# Robert M. Young
Robert Milton Young (New York, 22 novembre 1924 – Los Angeles, 6 febbraio 2024) è stato un regista, sceneggiatore e direttore della fotografia statunitense.

## Biografia
S'iscrisse al MIT per studiare ingegneria chimica ma dopo due anni si arruolò nella marina statunitense durante la seconda guerra mondiale, prestando servizio in Nuova Guinea e Filippine. Al termine del conflitto, studiò letteratura inglese all'università di Harvard, dove coltivò la passione per il cinema. Negli anni 1960 realizzò documentari per la NBC. Esordì come sceneggiatore nel film Nothing but a Man, diretto da Michael Roemer. In seguito divenne noto come regista indipendente e per la sua lunga collaborazione con l'attore Edward James Olmos, del quale fu anche produttore del suo primo film da regista: American Me - Rabbia di vivere (1992).
Tra le sue opere si possono citare Alambrista! - Il clandestino (1977), definito «un film coraggioso e anticonformista» per l'epoca su un immigrato messicano negli Stati Uniti, vincitore della Caméra d'or per la miglior opera prima al Festival di Cannes 1977 e della Concha d'oro per il miglior film al Festival di San Sebastian; il «violento e sconvolgente dramma carcerario» Esecuzione al braccio 3 (Short Eyes), tratto da una pièce di Miguel Piñero; Divorzio stile New York (One Trick Pony) (1980) con Paul Simon protagonista in un ruolo con elementi autobiografici; il dramma sul tema della violenza sulle donne Oltre ogni limite (Extremities) (1986), con Farrah Fawcett; il documentario Children of Fate: Life and Death in a Sicilian Family (1993), vincitore del Gran premio della giuria al Sundance Film Festival; Caught, tratto da un romanzo di Edward Pomerantz, vincitore della Rosa camuna d'argento al Bergamo Film Meeting 1997.

## Filmografia

### Regista

#### Cinema
- Secrets of the Reef, co-regia di Murray Lerner e Lloyd Ritter - documentario (1956)
- Cortile Cascino, co-regia di Michael Roemer - documentario (1962)
- The Eskimo: Fight for Life - documentario (1970)
- Children of the Fields - cortometraggio (1973)
- Esecuzione al braccio 3 (Short Eyes) (1977)
- Il clandestino (Alambrista!) (1977)
- Divorzio stile New York (Rich Kids) (1979)
- One-Trick Pony (1980)
- La ballata di Gregorio Cortez (The Ballad of Gregorio Cortez) (1982)
- Oddio, ci siamo persi il papa (Saving Grace) (1986)
- Oltre ogni limite (Extremities) (1986)
- Nick e Gino (Dominick and Eugene) (1988)
- Oltre la vittoria (Triumph of the Spirit) (1989)
- Terza base (Talent for the Game) (1991)
- Children of Fate: Life and Death in a Sicilian Family, co-regia di Michael Roemer, Susan Todd e Andrew Young - documentario (1993)
- Roosters (1993)
- Caught (1996)
- China: The Panda Adventure - mediometraggio (2001)
- Below the Belt (2004)
- The Maze - documentario (2011)

#### Televisione
- World Wide '60 – serie TV, episodio 1x09 (1960)
- J.T. – film TV (1969)
- National Geographic Specials – serie TV, 4 episodi (1972-1976)
- NBC Special Treat – serie TV, episodio 3x04 (1978)
- We Are the Children – film  TV (1987)
- Solomon & Sheba – film TV (1995)
- Slave of Dreams – film TV (1995)
- Nothing Sacred – serie TV, episodi 1x07-1x14 (1997-1998)
- Battlestar Galactica – serie TV, 5 episodi (2004-2009)